# 티베트 항공
티베트 항공(영어: Tibet Airlines, 중국어: 西藏航空公司, 티베트어: བོད་ལྗོངས་མཁའ་འགྲུལ།)은 2010년에 설립된 중화인민공화국의 지역 항공사이다. 허브 공항은 라싸 공가 공항이며, 본사는 중화인민공화국 티베트 자치구 라싸에 있다.

## 역사
- 2010년 3월 : 중국민용항공국의 승인으로 티베트 자치구 최초의 지역 항공사로 설립[1]
- 2005년 7월 2일 : 취항 시작.[2]
- 2015년 : 향후 국제선 노선 취항 예정.[3][4]

## 운항 노선
- 2017년 12월 현재 티베트 항공은 다음과 같은 노선을 운항하고 있다.

### 코드쉐어 협정
2019년 1월 기준, 티베트 항공은 다음 항공사와 코드쉐어 협정을 체결하고 있다.
- 쓰촨 항공